# Катя Вишнар
Катя Вишнар (21 березня 1984 , Блед, Радовлиця ) - словенська лижниця, срібна призерка чемпіонату світу 2019 року, учасниця зимових Олімпійських ігор 2010, 2014 та 2018 років, призерка етапів Кубка світу. Спеціалізується на спринтерських перегонах.

## Спортивна кар'єра
У Кубку світу Вишнар дебютувала 2006 року, а в січні 2010 року вперше потрапила до трійки найкращих на етапі Кубка світу, у командному спринті. Загалом на сьогодні має у своєму доробку чотири потрапляння до трійки найкращих на етапах Кубка світу, три в особистому і одне в командному спринті. Найкраще досягнення Вишнар у загальному заліку Кубка світу - 22-ге місце в сезоні 2013-2014. У сезонах 2013-2014 та 2014-2015 посідала 6-те місце в заліку спринту в Кубку світу.
На Олімпіаді-2010 у Ванкувері взяла участь у трьох перегонах: спринті – 16-те місце, командному спринті – 10-те, естафеті – 14-те.
На Олімпійських іграх 2014 року в Сочі виступила в чотирьох перегонах. В особистому та командному спринті посіла 9-те місце, в перегонах на 10 км - 51-ше, а в естафеті - 10-те.
На Олімпійських іграх 2018 року в Пхьончхані посіла 16-те місце в особистому спринті й 8-ме - в естафеті.
За свою кар'єру взяла участь у семи чемпіонатах світу (2007, 2009, 2011, 2013, 2015, 2017, 2019), найкращий результат — срібло в командному спринті класичним стилем на чемпіонаті світу 2019 року (разом з Анамарією Лампич). У особистих перегонах найкращий результат – 4-те місце в спринті класичним стилем на чемпіонаті світу 2013 року.
Використовує лижі та черевики виробництва фірми Fischer.
У шлюбі з норвезьким лижником Улою Віґеном Гаттестадом. У подружжя двоє дітей — син Людвіг (нар. 24 листопада 2015) та дочка Лара (нар. 5 червня 2021).

## Результати за кар'єру
Усі результати наведено за даними Міжнародної федерації лижного спорту.

### Олімпійські ігри
| Рік  | Вік | 10 км індивідуальні пер. | 15 км скіатлон | 30 км мас-старт | Спринт | 4 × 5 км естафета | Командна першість спринт |
| ---- | --- | ------------------------ | -------------- | --------------- | ------ | ----------------- | ------------------------ |
| 2010 | 25  | —                        | —              | —               | 16     | 14                | 10                       |
| 2014 | 29  | 52                       | —              | —               | 9      | 10                | 9                        |
| 2018 | 33  | —                        | —              | —               | 16     | 8                 | —                        |

### Чемпіонати світу
- 1 медаль – (1 срібна)

| Рік  | Вік | 10 км індивідуальні пер. | 15 км скіатлон | 30 км мас-старт | Спринт | 4 × 5 км естафета | Командна першість спринт |
| ---- | --- | ------------------------ | -------------- | --------------- | ------ | ----------------- | ------------------------ |
| 2007 | 22  | 66                       | —              | —               | 38     | —                 | —                        |
| 2009 | 24  | —                        | —              | —               | 26     | —                 | —                        |
| 2011 | 26  | —                        | —              | —               | 21     | —                 | 5                        |
| 2013 | 28  | —                        | —              | —               | 4      | 14                | 6                        |
| 2015 | 30  | 35                       | —              | —               | 11     | 10                | 9                        |
| 2017 | 32  | 46                       | —              | —               | 21     | 13                | 8                        |
| 2019 | 34  | —                        | —              | —               | 26     | 9                 | Срібло                   |

### Кубки світу

#### Підсумкові місця в Кубку світу за роками
| Сезон | Вік | Місце в дисципліні | Місце в дисципліні | Місце в дисципліні | Місце в Скі Тур | Місце в Скі Тур | Місце в Скі Тур | Місце в Скі Тур   |
| Сезон | Вік | Загалом            | Дистанція          | Спринт             | Nordic Opening  | Тур де Скі      | Скі Тур 2020    | Фінал Кубка світу |
| ----- | --- | ------------------ | ------------------ | ------------------ | --------------- | --------------- | --------------- | ----------------- |
| 2007  | 23  | 101                | —                  | 70                 | Н/Д             | —               | Н/Д             | Н/Д               |
| 2008  | 24  | 55                 | НК                 | 39                 | Н/Д             | НФ              | Н/Д             | НФ                |
| 2009  | 25  | 63                 | НК                 | 40                 | Н/Д             | —               | Н/Д             | НФ                |
| 2010  | 26  | 44                 | НК                 | 11                 | Н/Д             | —               | Н/Д             | 42                |
| 2011  | 27  | 30                 | НК                 | 8                  | НФ              | —               | Н/Д             | НФ                |
| 2012  | 28  | 35                 | НК                 | 13                 | НФ              | НФ              | Н/Д             | 45                |
| 2013  | 29  | 40                 | НК                 | 14                 | НФ              | —               | Н/Д             | НФ                |
| 2014  | 30  | 22                 | 82                 | 6                  | 59              | —               | Н/Д             | 41                |
| 2015  | 31  | 25                 | НК                 | 6                  | НФ              | —               | Н/Д             | Н/Д               |
| 2017  | 33  | 39                 | НК                 | 16                 | НФ              | НФ              | Н/Д             | 41                |
| 2018  | 34  | 46                 | НК                 | 16                 | НФ              | —               | Н/Д             | НФ                |
| 2019  | 35  | 32                 | НК                 | 13                 | 54              | НФ              | Н/Д             | 55                |
| 2020  | 36  | 46                 | НК                 | 18                 | НФ              | НФ              | НФ              | Н/Д               |

#### П'єдестали в особистих дисциплінах
- 3 п'єдестали – (3 КС)

| № | Сезон   | Дата              | Місце пров.       | Перегони         | Рівень      | Місце |
| - | ------- | ----------------- | ----------------- | ---------------- | ----------- | ----- |
| 1 | 2010–11 | 5 лютого 2011     | Рибинськ (Росія)  | 1,3 км спринт В  | Кубок світу | 2-ге  |
| 2 | 2013–14 | 1 березня 2014    | Лахті (Фінляндія) | 1,55 км спринт В | Кубок світу | 2-ге  |
| 3 | 2014–15 | 29 листопада 2014 | Рука (Фінляндія)  | 1,4 км спринт К  | Кубок світу | 2-ге  |

#### П'єдестали в командних дисциплінах
- 1 п'єдестал – (1 КС)

| № | Сезон   | Дата          | Місце пров.      | Перегони                      | Рівень      | Місце | Тов. по команді |
| - | ------- | ------------- | ---------------- | ----------------------------- | ----------- | ----- | --------------- |
| 1 | 2009–10 | 24 січня 2010 | Рибинськ (Росія) | 6 × 1,3 км командний спринт В | Кубок світу | 2-ге  | Фаб'ян          |